# IDX-184
IDX-184是一种抗病毒药物，开发用作NS5B RNA聚合酶抑制剂来治疗丙型肝炎。尽管它在早期臨床試驗中显示出一定效果，但并未通过IIb期试验。然而，该药物的研究仍在继续，并对一些新病毒（如茲卡病毒、MERS和SARS-CoV-2等冠状病毒）显示出一定的药物活性。